# Tadeusz Łomnicki

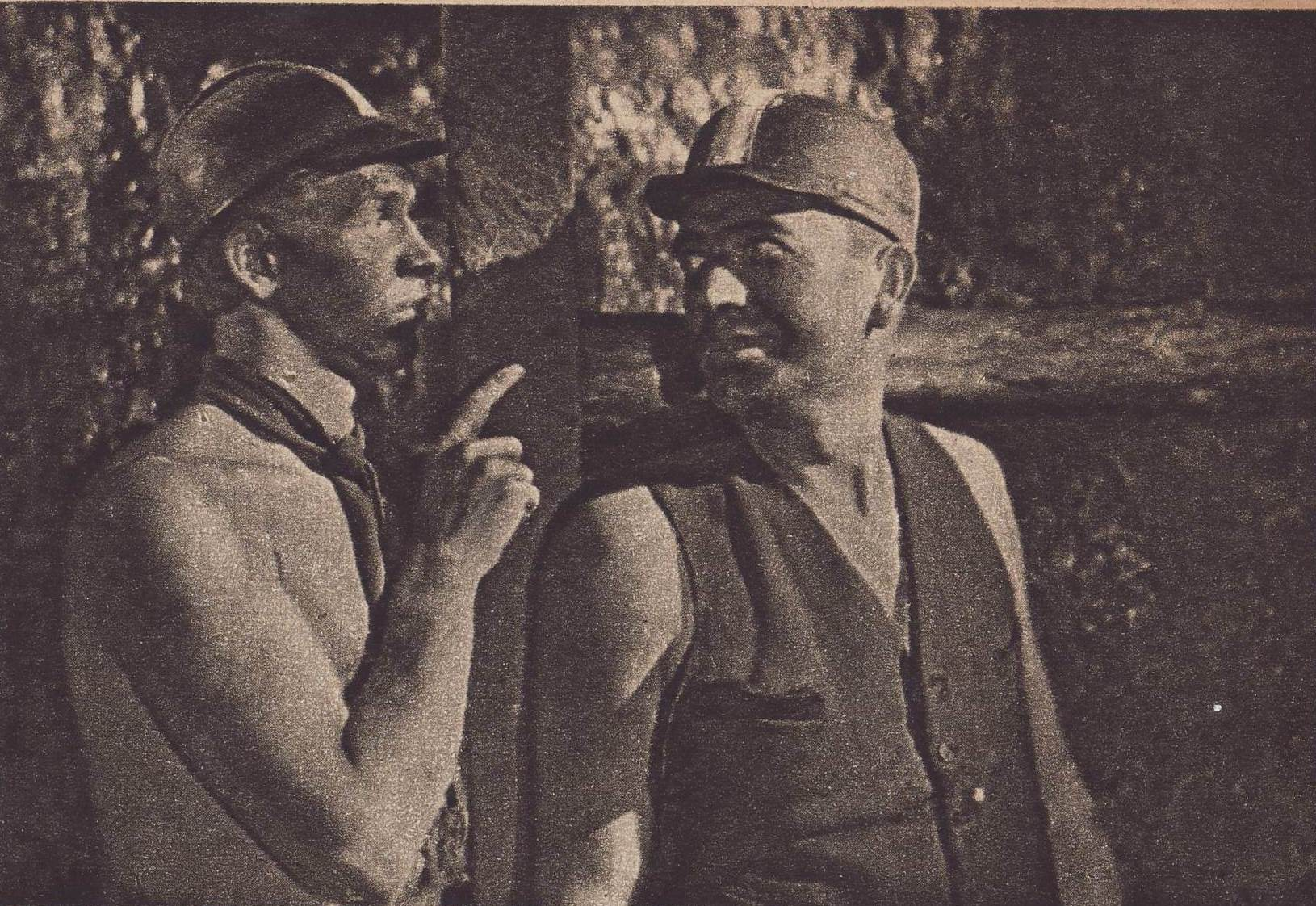
Tadeusz Łomnicki și Stanisław Winczewski ca mineri în filmul Stalowe serca

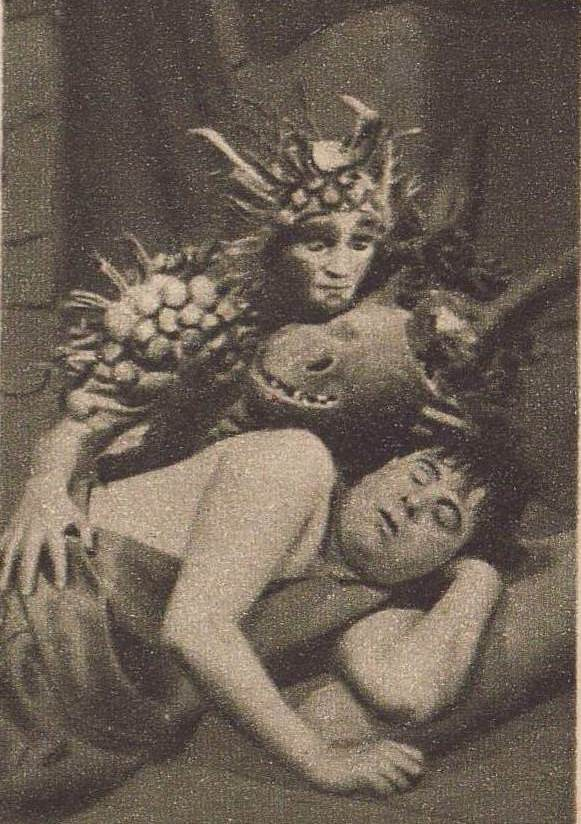
Tadeusz Łomnicki și Eugeniusz Fulde în piesa Visul unei nopți de vară, Teatrul din Cracovia, 1948

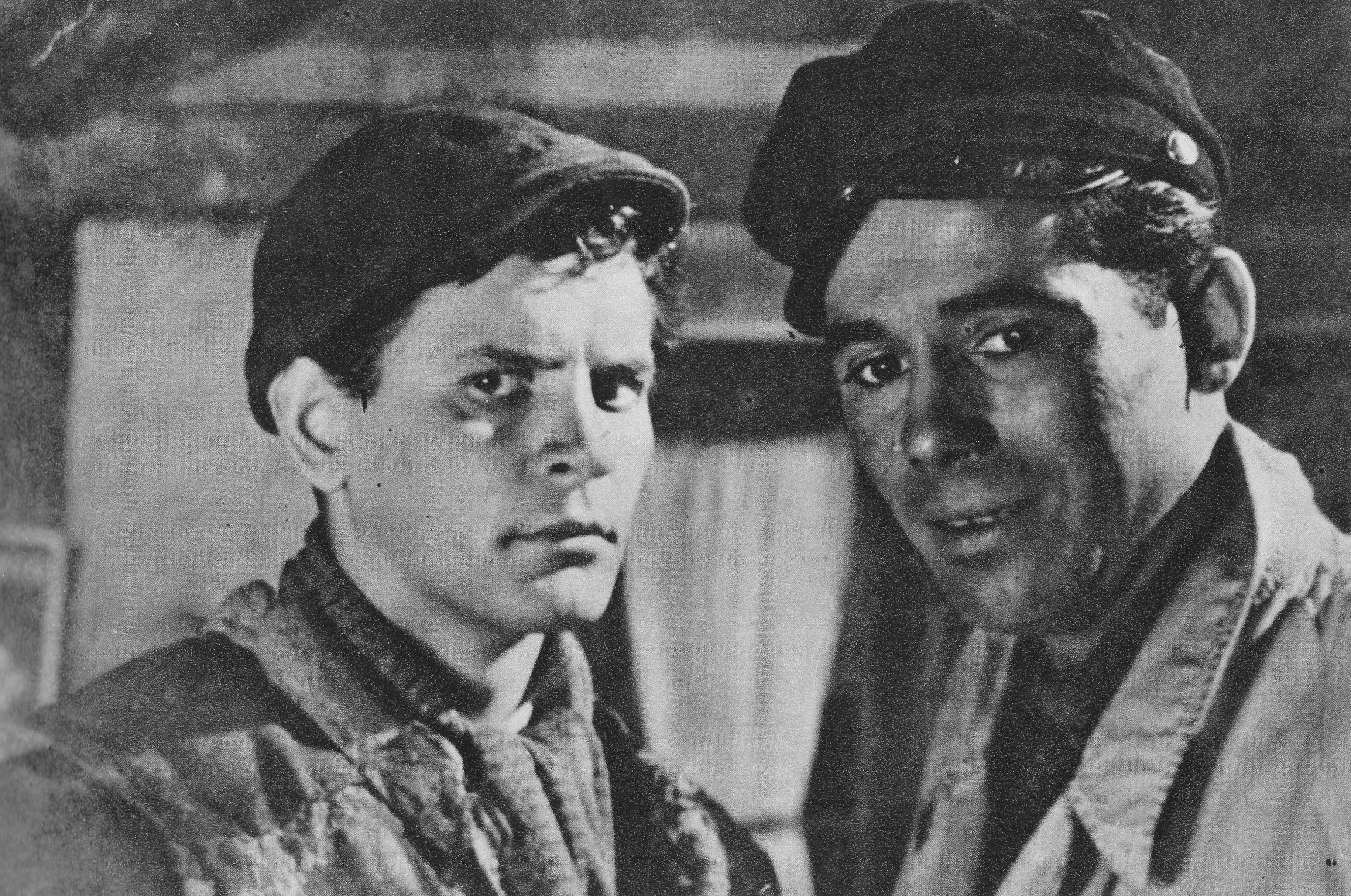
Tadeusz Łomnicki (în stânga) și Tadeusz Janczar în filmul Pokolenie, 1954

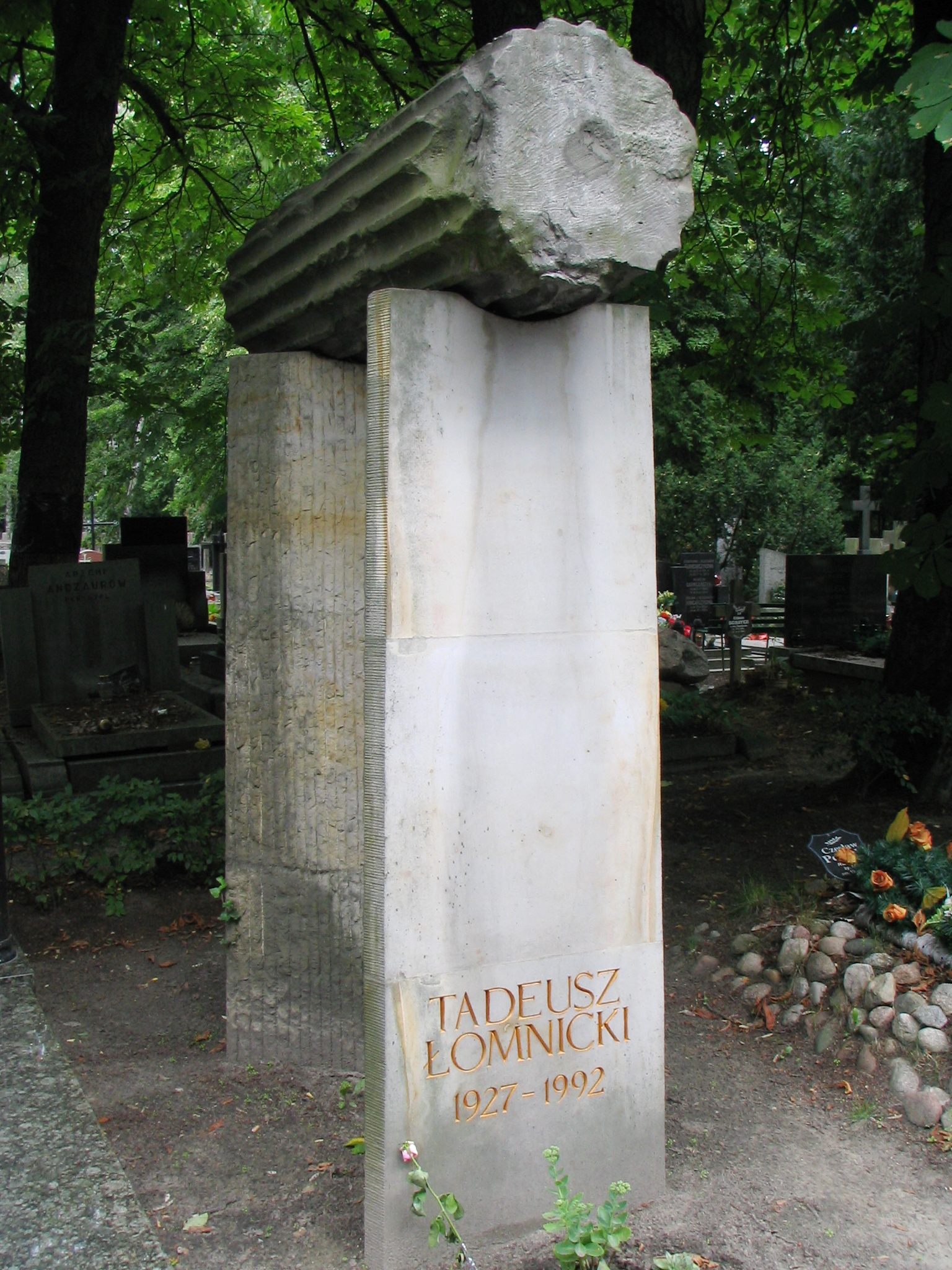
Mormântul lui Tadeusz Łomnicki în Cimitirul militar Powązki din Varșovia (monument realizat de Grzegorz Kowalski)

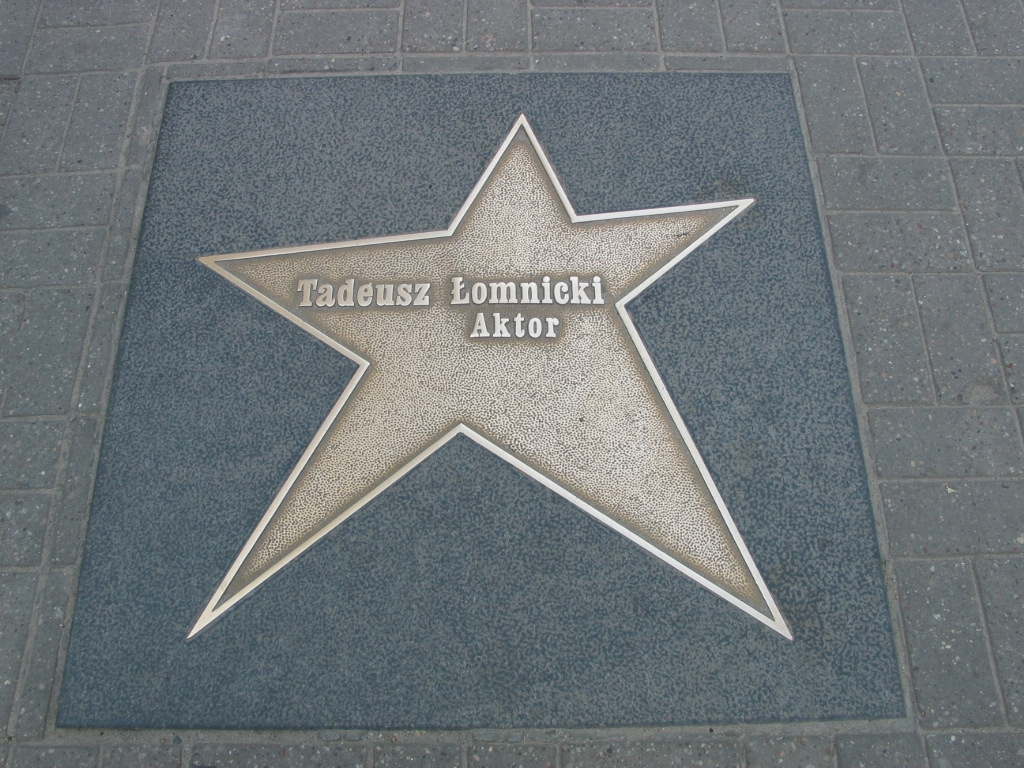
Steaua lui Tadeusz Łomnicki pe Aleea Stelelor din Łódź

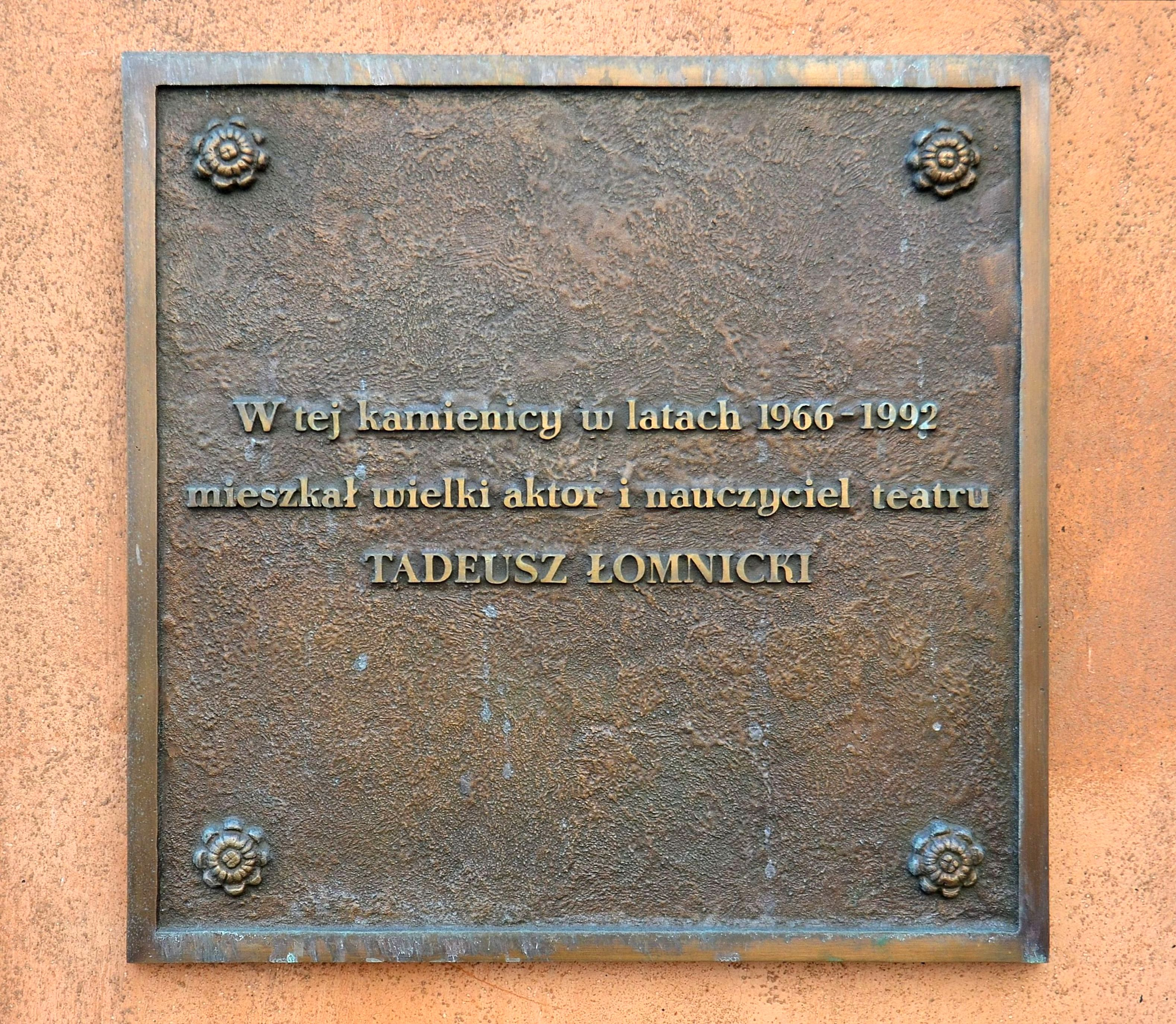
O placă memorială pe zidul casei de pe ul. Piwna 21/23 din Varșovia, unde a trăit Tadeusz Łomnicki în perioada 1966-1992

Tadeusz Łomnicki (n. 18 iulie 1927, Pidhaiți, Regiunea Ternopil, Ucraina – d. 22 februarie 1992, Poznań, Polonia) a fost un actor polonez de teatru și film, regizor de teatru, profesor, fondator și primul director al Teatr na Woli din Varșovia. Activitatea artistică a lui Łomnicki cuprinde 82 de roluri teatrale, 51 de roluri cinematografice, 26 de roluri în producțiile teatrale de televiziune și 12 spectacole de teatru regizate. Două dintre piesele sale - Noe i jego menażeria și Kąkol i pszenica - au fost reprezentate pe scenă. Este considerat unul dintre cei mai mari actori din istoria cinematografiei poloneze.

## Biografie
S-a născut la 18 iulie 1927 în orașul Pidhaiți (în poloneză Podhajce) de lângă Liov; orașul se află acum în Ucraina. După absolvirea Gimnaziului Comercial din Dębica (1942), a venit la Cracovia, unde a lucrat ca muncitor feroviar și funcționar bancar și a învățat să cânte la vioară. A făcut aici primele sale încercări literare, scriind poezii și nuvele. În timpul celui de-al Doilea Război Mondial, Łomnicki s-a înrolat în organizația paramilitară Szare Szeregi și apoi a fost soldat în Armia Krajowa. După ce Armata Roșie a intrat în Cracovia în 1945, s-a alăturat Miliției Cetățenești, pe care a părăsit-o după mai puțin de un an pentru a urma o carieră artistică.
În februarie 1945 s-a înscris la cursurile de teatru ținute de Jerzy Ronard Bujanski la Teatrul Vechi din Cracovia, pe care le-a absolvit în 1946, după ce a susținut un examen în fața comitetului Asociației Artiștilor de Teatru Polonezi (ZASP) și a dobândit calificarea de actor. A debutat la 1 aprilie 1945 în rolul ciobanului din spectacolul cu piesa Mąż doskonały („Soțul perfect”) de Jerzy Zawieyski, pe care l-a regizat de J. Warnecki la Teatrul Vechi din Cracovia. În sezonul 1946/1947 a jucat la Teatrul Municipal „S. Wyspiański” din Katowice. A debutat ca actor de cinema în 1946.
După întoarcerea la Cracovia, a jucat în anii 1947–1949 pe scena teatrelor dramatice municipale: Słowacki și Vechi, unde a debutat ca dramaturg (cu piesa Noe i jego menażeria). S-a mutat în 1949 la Varșovia, unde a făcut parte din trupa Teatrului Contemporan (1949-1952), a Teatrului Național (1952-1957) și din nou a Teatrului Contemporan (1957-1974), apoi a Teatrului Poporului (1974-1976). În perioada 1951-1954 a urmat cursurile de regie ale Școlii Naționale Superioare de Teatru din Varșovia (a obținut diploma în 1965), susținute de Bohdan Korzeniewski și Erwin Axer. A debutat ca regizor în 1965 pe Scena Mică a Teatrului Contemporan. În 1969 a devenit prorector, iar în anul următor rector al Școlii Naționale de Teatru din Varșovia, îndeplinind această funcție în perioada 1970–1981. A obținut titlul de profesor asociat în 1974 și pe cel de profesor titular în 1989.
În 1976 a fondat și a devenit director și director artistic al Teatrului na Woli. A avut dificultăți să adune o trupă de actori, deoarece comunitatea teatrală a boicotat teatrul ca urmare a legăturilor lui Łomnicki cu autoritățile comuniste, dar, cu toate acestea, Teatrul na Woli a pus în scenă multe producții teatrale importante, inclusiv unele reprezentate în premieră. A jucat aici, printre altele, rolurile Goya în Somnul rațiunii de Antonio Buero Vallejo, în regia lui Andrzej Wajda, Bukara în Hamlet din satul Mrduša Donja de Ivo Brešan, Fantazy în Fantazy de Juliusz Słowacki și Salieri în Amadeus de Peter Shaffer.
În aprilie 1981, la două zile după impunerea legii marțiale în Polonia, a demisionat de la conducerea Teatrului na Woli și în luna iunie, după ce a încheiat și al doilea mandat de rector al Școlii Naționale Superioare de Teatru din Varșovia, a intrat în trupa Teatrului Polonez din Varșovia. În anii 1980 s-a îmbolnăvit grav, iar regizorul Roman Polański a organizat și plătit transportatea lui la Londra, unde a suferit o intervenție chirurgicală la inimă; Łomnicki a locuit mai târziu câteva luni la Paris, ca invitat al lui Polański. Boala de inimă și operația efectuată la Londra au determinat o pauză de aproape 2 ani în cariera sa profesională.
În 1984 s-a alăturat trupei de actorie a Teatrului Studio din Varșovia. Începând din 1988 nu a mai fost angajat al niciunei instituții teatrale, continuând să apară ca actor invitat la Teatrul Dramatic, Teatrul Popular și Teatrul Contemporan din Varșovia. De asemenea, a scris poezii, nuvele, eseuri și memorii (Spotkania teatralne, 1984).
Tadeusz Łomnicki a avut o bogată carieră cinematografică, debutând ca actor de film în 1946 și atingând consacrarea cu rolurile din Cei cinci din strada Barska (1953) și Generație (1954). S-a impus ca unul dintre cei mai cunoscuți actori de film polonezi prin „expresivitatea bărbătească a chipului, accentul și tonalitatea interiorizată a gestului dramatic”, dar mai ales prin „stilul său de joc complex, de un puternic relief dramatic”, conferind rolurilor interpretate o expresivitate dramatică memorabilă. Cele mai cunoscute filme în care a apărut sunt Generație, Fermecătorii inocenți și Omul de marmură ale lui Andrzej Wajda, Eroica al lui Andrzej Munk, Atentatul și Podul rupt ale lui Jerzy Passendorfer, Prima zi de libertate al lui Aleksander Ford, Kontrakt al lui Krzysztof Zanussi, Przypadek și Dekalog VIII ale lui Krzysztof Kieślowski și Pan Wołodyjowski și Potopul ale lui Jerzy Hoffman, unde a interpretat rolul polcovnicului Michał Wołodyjowski.
În ultimele luni ale vieții sale, a fost implicat în realizarea spectacolului cu piesa Regele Lear a lui Shakespeare la Teatrul Nou din Poznań. A murit la 22 februarie 1992, în urma unui atac de cord survenit în timpul uneia dintre ultimele repetiții înainte de premiera Regelui Lear la Teatrul Nou din Poznań, care fusese planificată pentru începutul lunii martie. Ultimele sale cuvinte au fost cele ale regelui Lear: „Więc jakieś życie świta przede mną. Dalej, łapmy je, pędźmy za nim, biegiem, biegiem!” („Așa mai merge. Știi ce, dacă e să mă prindeți, apoi să mă prindeți alergând. Fuga! fuga! fuga”). După moartea sa, scriitorul Jan Kott a scris: „odszedł jeden z największych aktorów w jego pokoleniu. W Polsce i na świecie.” („a murit unul dintre cei mai mari actori ai generației sale. Din Polonia și din întreaga lume”). A fost înmormântat pe Aleja Zasłużonych din Cimitirul militar Powązki din Varșovia (secțiunea A30-tuje-14).
În 1996, cu ocazia aniversării a 20 de ani de la deschiderea Teatrului na Woli, a fost dezvelită o placă memorială și scena principală a teatrului a primit numele artistului. La 22 februarie 2002, la împlinirea a 10 ani de la moartea actorului, Teatrul Nou din Poznań a fost numit după el. Într-un sondaj efectuat de săptămânalul Polityka în 1998, cititorii acestui săptămânal l-au ales drept cel mai mare actor polonez al secolului al XX-lea.

## Activitatea politică
În 1951 a semnat o declarație de adeziune la Partidul Muncitoresc Unit Polonez. Cea de-a cincea soție a sa, Maria Bojarska, a menționat în cartea Król Lear nie żyje un certificat care arată că Tadeusz Łomnicki a fost membru al partidului încă din 1948. La început i s-a refuzat cererea de înscriere în partid din cauza faptului că făcut parte din Armia Krajowa, trecut pe care el nu l-a ascuns. În decembrie 1971 a participat la prezidiul Congresului al VI-lea al Partidului Muncitoresc Unit Polonez, iar la sfârșitul acestuia a devenit membru supleant al Comitetului Central. A fost ales membru al Comitetului Central al PMUP la Congresul al VII-lea din decembrie 1975, fiind reales la Congresul al VIII-lea din 1980 și la Congresul extraordinar al IX-lea din iulie 1981. După impunerea legii marțiale și-a predat carnetul de membru al partidului (17 decembrie 1981). În ciuda propunerilor făcute mai întâi de Mieczysław Rakowski și după 1989 de Lech Wałęsa, nu s-a mai întors în lumea politicii. Începând din 1974 a fost, de asemenea, membru al prezidiului consiliului de conducere al Societății de Prietenie Polono-Sovietică.

## Roluri teatrale memorabile
A fost un actor cu capacități nelimitate de exprimare și transformare, așa cum a fost scris. Printre cele mai cunoscute roluri ale sale au fost Oreste în Ifigenia în Taurida de Goethe, Arturo Ui în Ascensiunea lui Arturo Ui poate fi oprită de Bertold Brecht, Solionîi în Trei surori de Cehov, Łatki în Dożywociu de Aleksander Fredro, căpitanul Edgar în Play Strindberg de Dürrenmatt în regia lui Andrzej Wajda - toate la Teatrul Contemporan, Prisipkin în Ploșnița de Vladimir Maiakovski la Teatrul Național și Primarul în Revizorul de Gogol și Isaac Sager în Stalin de Gaston Salvatore la Teatrul de Televiziune.
A obținut Premiul Tadeusz Boy-Żeleński în 1963 pentru rolul lui Arturo Ui de la Teatrul Contemporan din Varșovia. La 22 iulie 1968 a primit Premiul de stat clasa I. A fost distins de două ori cu Premiul Aleksander Zelwerowicz, acordat de redacția revistei lunare Teatr: pentru rolul Krapp din Ultima bandă a lui Krapp de Samuel Beckett la Teatrul Studio din Varșovia (1985) și, postum, pentru rolul Isaac Sager din Stalin de Gaston Salvatore la Teatrul de Televiziune (1992).

## Viața particulară
Tadeusz Łomnicki a fost fratele regizorului și scenaristului Jan Łomnicki și tatăl operatorului de film Jacek Łomnicki. Actorul a fost căsătorit de cinci ori, printre care cu Maria Bojarska (din 29 februarie 1984 până la moartea sa). A avut un fiu pe nume Jacek, care s-a născut la 27 iunie 1951.

## Filmografie

### Actor
- 1946: Dwie godziny – Kuba
- 1948: Inimi de oțel – minerul Wiktor Tuszyński
- 1950: Două brigăzi – actorul Pietrzak care îl interpretează pe Jarka, fiul lui Karhan
- 1951: Załoga – Józef Wietecha, elev la Școala Maritimă
- 1953: Żołnierz zwycięstwa – soldatul originar din Mogiła
- 1953: Piątka z ulicy Barskiej – Lutek Kozłowski
- 1954: Generație – Stach
- 1956: Trzy kobiety – oaspetele care aduce informații despre soarta colonelului Obertyn
- 1957: Eroica – lt. Zawistowski
- 1958: Zamach – Marek
- 1958: Ósmy dzień tygodnia – Grzegorz Walicki, fratele Agnieszkăi
- 1958: Baza ludzi umarłych – „Partyzant”
- 1959: Kamienne niebo – Maniuś
- 1960: Fermecătorii inocenți – Bazyli
- 1961: Czas przeszły – Antoni, membru al echipei
- 1962: Zerwany most – inginer
- 1963: Wiano – învățătorul Edek, iubitul Ulkăi
- 1963: Mansarda – Hilary
- 1964: Życie raz jeszcze – Jakuszyn
- 1964: Pierwszy dzień wolności – lt. Jan
- 1965: Potem nastąpi cisza – maiorul Świętowiec
- 1965: Głos ma prokurator – acuzatul Wojciech Trepa
- 1966: Kontrybucja – casierul de la bancă
- 1966: Lekarz stwierdza... – dr. Manfred Mauerer
- 1966: Bariera – medic de la clinica întreprinderii
- 1967: Zabijaka – Łuczkow
- 1967: Stajnia na Salvatorze – Jan Gajewski „Zyga”
- 1967: Ręce do góry – Opel Rekord
- 1969: Przygody pana Michała – polcovnicul Michał Wołodyjowski
- 1969: Pan Wołodyjowski – polcovnicul Michał Wołodyjowski
- 1970: Pan Dodek – ușierul teatrului
- 1971: Gwiazda Wytrwałości – Joachim Lelewel
- 1972: Poślizg – clientul nervos de la atelierul de reparații auto
- 1973: Nagrody i odznaczenia – secretarul de partid
- 1973: Listy naszych czytelników – eroul
- 1974: Potopul – Michał Wołodyjowski
- 1976: Omul de marmură – regizorul Jerzy Burski
- 1977: Tańczący jastrząb – directorul
- 1977: Soldații victoriei – Bolesław Kowalski, comandantul districtului Warszawa-Miasto al Armatei Poporului în timpul Revoltei din Varșovia
- 1977: Granica – starostele Czechliński
- 1977: Akcja pod Arsenałem – medic
- 1978: ...Gdziekolwiek jesteś panie prezydencie... – Stefan Starzyński
- 1979: Klucznik – contele
- 1980: Wizja lokalna 1901 – primarul Mossenbach
- 1980: Kontrakt – Adam Ostoja-Okędzki
- 1981: Przypadek – comunistul Werner
- 1981: Limuzyna Daimler-Benz – profesorul Stefan Hahn
- 1982: Dom – avocatul apărător al lui Kazanowicz, fost prizonier la Auschwitz (ep. 9)
- 1984: Miłość z listy przebojów – profesor, membru al „teatrului”
- 1984: Dom wariatów – tatăl
- 1985: Kronika wypadków miłosnych – pastorul Baum, tatăl Gretei și al lui Engel
- 1988: Biesy – căpitan
- 1988: Dekalog VIII – croitor
- 1989: Modrzejewska – Fiodor F. Berg
- 1989: Lawa – preot; bărbat din „Salon Warszawski”
- 1990: Seszele – cântărețul de operă care interpretează rolul Scarpia
- 1990: Pensjonat „Słoneczny blask” – Gustaw Leski
- 1990: Napoleon – Mihail Kutuzov (ep. 5)
- 1991: All of me – directorul teatrului
- 1991: Ferdydurke – unchiul

### Scenarist
- 1961: Ambulans (scurtmetraj)

### Dublaj de voce
- 1963: Pasażerka – narator
- 1965: Lenin w Polsce – Vladimir Ilici Lenin
- 1967: Morderca zostawia ślad – Rodecki
- 1969: Pan Wołodyjowski – tătarul Halim, slujitorul lui Azja

## Spectacole teatrale de televiziune (selecție)
- Samuel Beckett, Ultima bandă a lui Krapp (premiera TV la 26 ianuarie 1989)
- Tankred Dorst, Eu, Feuerbach, cu colaborarea regizorală a lui Jerzy Gruza (premiera TV la 26 martie 1990)

## Premii și decorații

### Premii (selecție)
- Premiul de stat pentru rolul Lutek Kozłowski în filmul Piątka z ulica Barskiej și rolul Stach în filmul Pokolenie (1955)[13]
- Premiul ministrului culturii și artei cl. I pentru realizări remarcabile ca actor (1963)[10][13]
- Premiul pentru cel mai bun actor cl. I la Festivalul de Teatru de la Katowice pentru rolul Solionîi din Trei surori de Cehov (1963)[10][13]
- Premiul de stat cl. I pentru realizările actoricești în teatru, film și televiziune (1968)[10][11][13]
- Premiul Comitetului Național Polonez de Radio și Televiziune (1968)[10][13]
- Medalia de argint pentru rolul Wolodyjowski din filmul Pan Wolodyjowski la Festivalul Internațional de Film de la Moscova (1969)[10][11]
- Premiul Masca de Aur în sondajul cititorilor ziarului Express Wieczorny (1970)[10][13]
- Premiul Masca de Argint în sondajul cititorilor ziarului Express Wieczorny pentru cel mai popular actor al anului 1970 (1971)[13]
- Premiul ministrului culturii și artei pentru conducătorii școlilor superioare de arte (1973)[10][13]
- Marele premiu al Festivalului de Teatru de la Kalisz pentru rolul Goya din Somnul rațiunii de Antonio Buero Vallejo (1976)[10][13]
- Premiul „Ecranul de aur” pentru rolul său din piesa Egor Bulîciov și alții (1976)[11]
- Premiul de stat cl. I pentru interpretarea excepțională a rolurilor Goya din Somnul rațiunii de Antonio Buero Vallejo și Prisipkin din Ploșnița de Vladimir Maiakovski (1978)[10][11][13]
- Diploma Ministerului Culturii și Artei din URSS (1979)[10][13]
- Premiul Comitetului Național Polonez de Radio și Televiziune cl. I (1981)[13]
- Premiul pentru cel mai bun actor la Festivalul de Teatru de la Rzeszów pentru rolul din Zemsta / Răzbunarea (1984)[10][13]
- Premiul A. Zelwerowicz pentru rolul Krapp din Ultima bandă a lui Krapp de Samuel Beckett la Teatrul Studio din Varșovia (1985)[10][13]
- Premiul primarului orașului Varșovia pentru următoarele roluri: rolul titular în Eu, Feuerbach la Teatrul Dramatic, Kosciuszko în Lekcja Polskiego / Lecție poloneză la Teatrul Popular, eroul în Kartotece la Teatrul Studio (1989)[10][11][13]
- Marele premiu al Festivalului de Teatru de la Kalisz pentru rolul Bruscon din Creatorul de teatru de Thomas Bernhard (1991)[10][11][13]
- Premiul A. Zelwerowicz pentru rolul Isaac Sager din Stalin de Gaston Salvatore la Teatrul de Televiziune (1992, postmortem)[10][13]
- Premiul „Rața de aur” pentru cel mai bun actor de filme istorice din istoria cinematografiei poloneze (2009)[11]

### Decorații
- Crucea de Merit de aur (1955)[10][14]
- Ordinul Drapelul Muncii, clasa a II-a (1962)[10][14]
- Ordinul Drapelul Muncii, clasa I (1976)[10][14]
- Medalia „A 10-a aniversare a Poloniei Populare” (1955)[10][14]
- Medalia Comisiei Educației Naționale (1973)[10][14]
- Medalia „A 30-a aniversare a Poloniei Populare” (1974)[10][14]